# 彼得·雷诺兹
彼得·雷诺兹（英語：Peter Reynolds，1948年1月2日—2012年5月1日），澳大利亚男子游泳运动员，主攻仰泳。他曾代表澳大利亚参加1964年夏季奥林匹克运动会游泳比赛，获得男子4×100米混合泳接力铜牌。